# Pim de peso

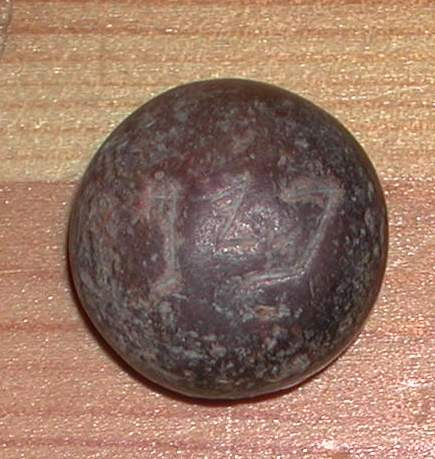
Possível pedra de pim de peso vista de cima.

Pim de peso (פימ) é uma antiga medida de peso israelita ou filisteia. Trata-se de uma pedra polida de 5/8 polegadas (15 mm) de diâmetro que equivale a dois terços de um shekel (siclo) hebreu. Numerosos espécimes têm sido encontrados desde que foi descoberto o primeiro pim em 1907. Cada um pesa entre 7.6 e 7.82 gramas, comparado com os 11.5 gramas de um shekel.

## Origem de seu nome
O nome ‘’’pim’’’  vem da inscrição que cada um traz em sua própria forma em hebraico: פימ. O descobrimento do primeiro pim permitiu fazer uma melhor tradução da passagem bíblica de 1 Samuel 13: 21: "e o preço era um pim para as relhas de arado e para os enxadões, e para os instrumentos de três pontas, e para os machados, e para prender a aguilhada ". Una versão anterior a esta traduzia: "O preço era dois terços de siclo '‘... para os machados, e para prender a aguilhada ". A palavra aparece apenas uma vez na Bíblia nesta passagem e era totalmente desconhecida antes do descobrimento do primeiro pim.

## Descobrimento
Com as escavações de Robert Alexander Stewart Macalister em Gezer entre 1902 e 1905 e entre 1907 e 1909, os estudiosos não sabiam como traduzir a palavra pim em 1 Samuel 13:21. Pelo que parece, a palavra e a medida perderam vigência durante a monarquia de Israel, razão pela qual aparece no livro de Samuel que narra acontecimentos prévios a mesma. O mesmo gera discussões sobre a datação do livro, porque tem sido considerado de uma era greco-romana, ou seja, posterior a monarquia. A utilização de uma palavra arcaica num tempo o qual havia terminado a monarquia israelita, pode apontar o tempo da escrita do livro, bem como se existem textos primitivos dentro do mesmo como dito versículo.
O professor William G. Dever disse que não é possível que o termo tenha sido inventado pelos escritores que viviam na época helenista alguns séculos depois deste ter caído em desuso (arcaico), e disse o arqueólogo, que assim como não foi entendido o achado do primeiro pim no século XX, tampouco poderia ter sido entendido por uma pessoa da época greco-romana. Para Dever, este pequeno detalhe demonstra uma maior antiguidade textual de um escritor que viveu num tempo no qual o pim era uma medida popular.

## Fotos
- Desenho do primeiro Pim de peso publicado; encontrado em Gezer
- Um pim
- Pim de peso